# Rangimata
Rangimata is een geslacht van weekdieren uit de klasse van de Gastropoda (slakken).

## Soort
- Rangimata pervia Marwick, 1928 †